# ماریو لاندی
ماریو لاندی (ایتالیایی: Mario Landi؛ ۱۲ اکتبر ۱۹۲۰ – ۱۸ مارس ۱۹۹۲) یک کارگردان فیلم، کارگردان تلویزیونی، و فیلم‌نامه‌نویس اهل ایتالیا بود.
از فیلم‌های او می‌توان به عادت بد، سوپرسکسی‌مارکت، کارکنان خیابانی، جالو در ونیز و فریاد یک فاحشه اشاره کرد.